# Шварцман, Габриель
Габриель Шварцман (англ. Gabriel Schwartzman; род. 23 октября 1976, Бухарест) — американский шахматист, гроссмейстер (1993).

## Биография
В 12 лет Габриэль стал мастером ФИДЕ, а через три года был награждён Международным званием мастера. Ещё через два года в 1993 году он получил звание GM и стал самым молодым GM в мире.
С 1994 года переехал в Соединённые Штаты Америки и через два года выиграл Открытый чемпионат США.

## Изменения рейтинга
| Графики недоступны из-за технических проблем. См. информацию на Фабрикаторе и на mediawiki.org. |